# Kelet-Magyarország (napilap)
A Kelet-Magyarország egy Szabolcs-Szatmár-Bereg vármegyei napilap, mely 1957. február 1-én indult. Elődje a "Magyar Nép" 1944. november 8-án jelent meg először. Tulajdonosa a Fidesz kötődésű KESMA.

## Az újság története 1944–1975
A Kelet-Magyarország című napilap elődje 1944. november 8-án jelent meg először Magyar Nép címmel, mely a megye új lapja volt. Akkor még kétnaponta lehetett hozzájutni, majd 1946. április 24. naptól már napilapként jelent meg. 1946-ban a Szociáldemokrata Párt lapjaként működő Nyírség című újság a két munkáspár összeolvadása után egyesült a Magyar Nép című újsággal, így 1948. április 18.-tól Nyírségi Magyar Nép címmel lehetett hozzájutni a laphoz.
A lap több nevet is megért, a Magyar Népköztársaság kikiáltásával, valamint a Rákosi-diktatúra kiépülésével már Nyírségi Napilap címen jelent meg az újság, majd 1950 és 1956 között hol Néplap címen, hol pedig Szabolcs-Szatmári Néplap-ként lehetett kapni. Az új politikai berendezkedésnek megfelelően a korszak híressé vált munkásmozgalmi jelszava a "Világ proletárjai egyesüljetek!" is helyet kapott a fejlécben. Ekkor az újság már az  MDP Szabolcs-Szatmár Megyei Bizottságának lapjaként jelent meg.
Rákosi Mátyás 1956-os távozása után a lap a Megyei és Városi Munkástanács lapjává vált, és az októberi forradalom és szabadságharc alatt Szabolcs-Szatmár Népe címmel jelent meg, melyet egészén 1957 elejéig lehetett ebben a formában megvásárolni.
1957. február 1-én a lap hivatalosan is felvette a Kelet-Magyarország nevet, melyet akkor Kopka János szerkesztett. Az újság az MSZMP Megyei Intéző Bizottsága és a Megyei Tanács lapja volt. Az újság címe augusztus 19-ig kötőjel nélkül jelent meg, mely ekkor 50 fillérbe került, majd több változáson is átesett. Első körben a Kádár-rendszer idején, 1963. április 1-től a vasárnap megjelenő szám már 12 oldalon jelent meg, és a kulturális és sportrovatot is megnövelték.
A fejléc és az újság formája is több ízben is megváltozott. 1975. július 1-től már kék színű hátteret kapott az újság, és benne a név fekete betűs lett. A közvélemény és az egyre növekvő igények hatása alapján új rovatok születtek, így a gyermek-, a helyi és külföldi rovatok is külön szalagcímet kaptak, valamint megjelentek az apróhirdetések, gyászjelentés, a rejtvény és a horoszkóp is. 

## A rendszerváltás utáni korszak
A rendszerváltás nagy hatással volt a lapra is, miután 1989. július 1-től a "Világ proletárjai egyesüljetek!" kikerült a fejlécből, az újság pedig Szabolcs-Szatmár Megyei Politikai Lappá alakult át. Augusztus 26-tól a megye kibővült a Bereggel, így Szabolcs-Szatmár-Bereg megyei lap lett. Szeptember 23-tól ismét változás történt. Az újság "Társadalmi-Politikai Napilap", majd 1991. január 16-tól "Független Napilap" lett az újságból, ugyanis ekkor az Inform Média Kft osztrák befektetőcsoport, a  Hajdú-Bihari Napló, és az Észak-Magyarország című regionális lapokkal együtt megvásárolta a Kelet-Magyarországot is.
A 90-es években és az ezredfordulót követően az újság stílusa több alkalommal is változott, és a fejléc is több átalakuláson esett át. Először 1994-ben, majd 1998-ban, aztán 2003-ban, 2004-ben majd 2010-ben is. Az Inform Média Kft 2000-ben indította el a Vasárnapi Kelet című lapot, mely kezdetben 3000 példányban jelent meg, majd pár hónap múlva már 17000-es példányszámmal büszkélkedhetett.

## A digitális korszak
2001-től elindult a megyei sajtó az interneten Szabolcs Online címen, majd 2013-ban a kelet.hu oldalon már digitálisan is elérhetővé vált az újság internetes változata.